# Studio Graton
Le Studio Graton est un studio de bande dessinée créé dans les années 1980 par Jean Graton et son fils Philippe pour seconder l'auteur dans l'élaboration des planches de Michel Vaillant et des Dossiers Michel Vaillant. 
En 2004, Jean Graton prend sa retraite et confie au Studio Graton la totalité du travail graphique des différentes séries, tandis qu'en 2012, après cinq ans sans un seul album du célèbre coureur automobile, Philippe Graton choisit, en tant que co-scénariste, de s’associer cette fois à de véritables auteurs pour marquer le début de la « Saison 2 » de Michel Vaillant éditée avec le partenariat des éditions Dupuis sans le concours du Studio Graton, qui ne sera dès lors plus exploité.

## Historique
En 1962, Jean Graton engage un assistant, le jeune Christian Denayer, pour le seconder dans le dessin des décors et des voitures et la colorisation des planches de Michel Vaillant. Après huit ans de collaboration, ce dernier part seconder Tibet et ce qui est déjà l’embryon du Studio Graton s’étoffe en premier lieu de Daniel Bouchez et Christian Lippens. Au cours des années suivantes, le studio s’adjoint de nombreux collaborateurs :
- Juan Castilla ;
- Jean-Luc Delvaux ;
- Guillaume Lopez ;
- Kamenica Nedzad ;
- Christian Papazoglakis ;
- Frédéric Pauwels ;
- Robert Paquet ;
- Claude Viseur ;
- Scoot Wood.

En 2004, Jean Graton prend sa retraite et confie au Studio Graton la totalité du travail graphique de la série, tandis qu'en 2012, après cinq ans sans un seul album du célèbre coureur automobile, Graton éditeur signe un contrat de partenariat avec les éditions Dupuis dans l’objectif de redynamiser sa série-phare. En tant que co-scénariste, Philippe Graton choisit alors de s’associer à de véritables auteurs — Denis Lapière (scénario), Marc Bourgne (story-boards et personnages) et Benjamin Benéteau (décors et voitures) —, marquant le début de la « Saison 2 » de Michel Vaillant sans le concours du Studio Graton, qui ne sera dès lors plus exploité,,.